# 万代町 (徳島市)
万代町（ばんだいちょう）は、徳島県徳島市の町名。昭和地区に属している。万代町一丁目から万代町七丁目までが設置されている。徳島市の調査による2025年1月現在の人口は963人、世帯数は529世帯。郵便番号は〒770-0941。

## 地理
徳島市の東部に位置し、北は新町川に面している。新町川沿いにはケンチョピアが徳島県庁前から東へ七丁目まで続いている。一丁目から三丁目は徳島藩政期時代。行政機関・商業施設が多く置かれる。

### 河川
- 新町川

## 歴史
1926年（大正15年）より現在の町名となり、1941年（昭和16年）からは富田浦町・斎田町の各一部を編入し、一丁目から七丁目に拡大された。藩主の別邸富田屋敷があり、明治以後は公会堂や学校などがあったが、1931年（昭和5年）に徳島県庁が一丁目に建設され、昭和16年にかちどき橋が完成し現在に至る。

## 交通

### 道路
一般国道
- 国道55号

都道府県道
- 徳島県道120号徳島小松島線
- 徳島県道136号宮倉徳島線

### バス
徳島市営バス
- 県庁前
- 万代町四丁目
- 万代町五丁目

## 施設
- 徳島県庁舎
- 徳島県警察本部
- 徳島第2地方合同庁舎
- ケンチョピア（みなと公園）
- アクア・チッタ（NPO法人）
- ニューメディア徳島
- 四国システム開発
- 徳島グランヴィリオホテル
- ACTUS徳島店
- DCMダイキ万代店
- ハローズ万代店
- ドラッグストアモリ万代店
- レディ薬局万代店
- 小山助学館本店
- Morisons
- ローソン徳島万代三丁目店
- ラウンドワン徳島万代店
- カーブス徳島万代町
- ブランアンジュ
- 阿波銀行県庁支店
- 徳島大正銀行県庁支店
- JA徳島市 本所
- 徳島県庁内郵便局
- 徳島万代簡易郵便局
- 田岡病院

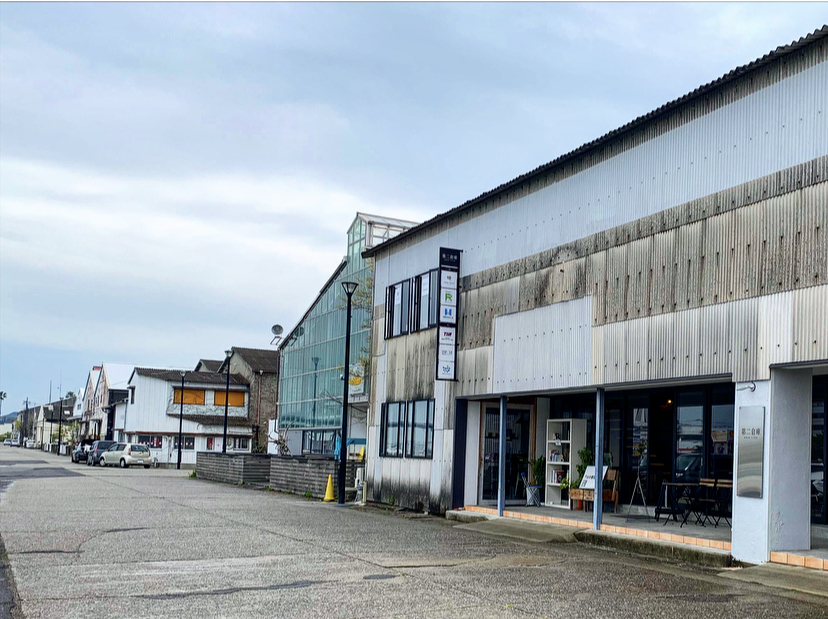
万代中央ふ頭

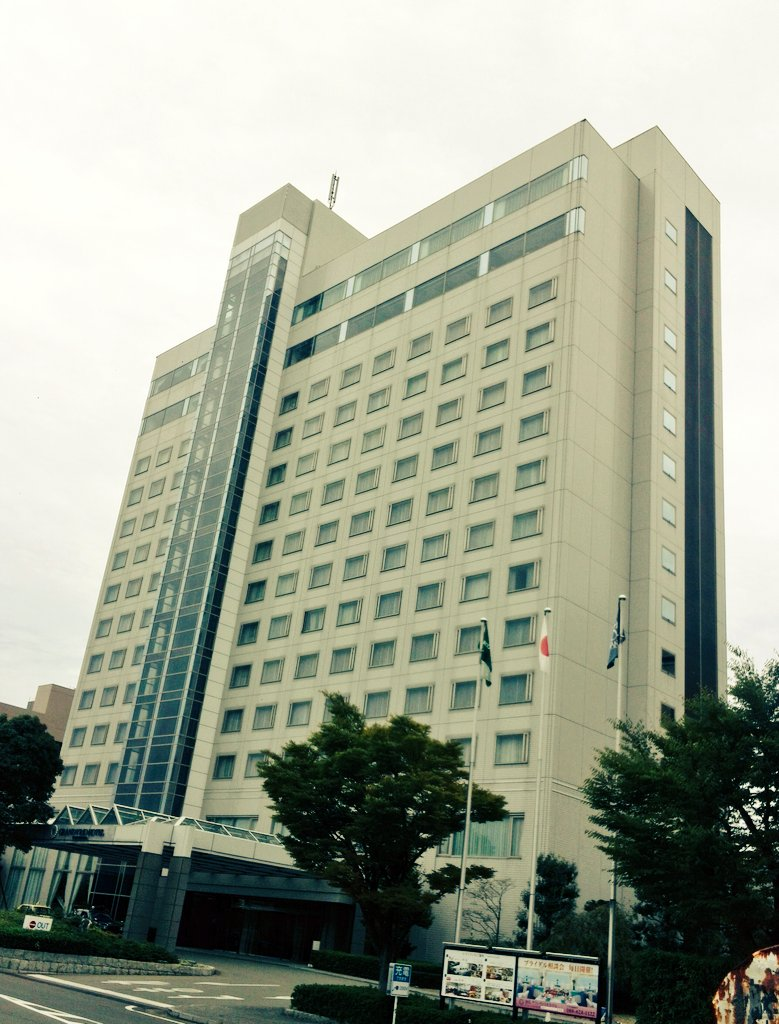
徳島グランヴィリオホテル

「万代中央ふ頭（水辺のコミュニティスペース）」は平成24年度の手づくり郷土賞を受賞し。平成29年度に大賞を受賞した。